# Royal Canadian Air Force
La Royal Canadian Air Force, nota anche con la sua sigla RCAF, o la Aviation royale canadienne, tradotta letteralmente in lingua italiana come Forza Reale Aeronautica Canadese, è stata, dal 1924 al 1968 ed è oggi, la designazione ufficiale della forza aerea militare del Canada, al comando del Department of National Defence e parte integrante delle forze armate canadesi, dal 2011 essa ha ripreso il nome ufficiale di Royal Canadian Air Force ed è tornata autonoma nell'ambito delle forze armate reali del Canada.
Impegnato attivamente durante la seconda guerra mondiale, dopo il 1968 assunse la nuova denominazione di Canadian Forces Air Command (AIRCOM), continuando però a definire se stessa una "Air Force", ossia una forza aerea, e continuando a mantenere le tradizioni e riconoscendosi nella storia della RCAF.

## Storia

### Le origini e l'intervento durante la Prima guerra mondiale

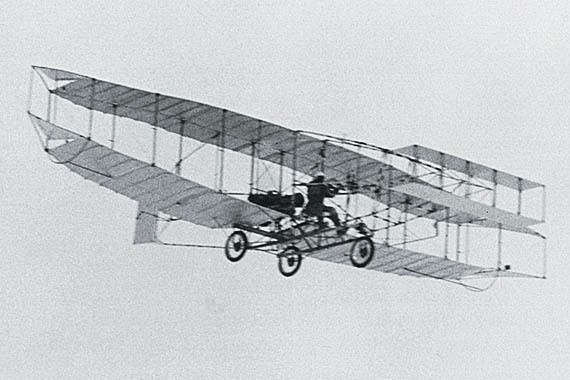
L'AEA Silver Dart, il primo aereo di progettazione canadese

L'avvento dell'aviazione in Canada risale al 23 febbraio 1909, quando un velivolo progettato dalla Aerial Experiment Association, l'AEA Silver Dart di Alexander Graham Bell, venne portato in volo per la prima volta dalla superficie ghiacciata del lago du Bras-d'Or a Baddeck, nella Nuova Scozia, con J.D. McCurdy ai comandi. Il volo, che coprì la distanza di solo mezzo miglio (circa 800 m), fu il primo "volo controllato a motore" (ed il primo compiuto con un aeromobile "più pesante dell'aria") compiuto in territorio canadese ed in tutto l'Impero britannico. Un secondo e ben più lungo volo, di 20 miglia (oltre 32 km) venne compiuto, sempre dal lago du Bras-d'Or, il successivo 10 marzo dello stesso anno.
Il buon esito del volo alimentò la speranza che il Department of Militia and Defence, l'allora dipartimento deputato alla difesa ed all'acquisto di nuove armi, potesse esprimere interesse per il velivolo. Benché, a quel tempo, la diffidenza circa una reale applicazione del nuovo mezzo aereo fosse ancora molto forte, un lungimirante ufficiale propose di dimostrare le capacità del velivolo invitando il gruppo di pionieri presso Camp Petawawa. Il 2 agosto 1909 il Silver Dart, davanti ad una commissione esaminatrice, compì con successo quattro voli con il solo inconveniente occorso a McCurdy durante l'ultimo quando, in fase di atterraggio, colpì un rialzo sul terreno causando gravi danni alla struttura del velivolo. L'entità delle riparazioni suggerì di non intervenire sulla struttura e quello fu l'ultimo volo compiuto dal Silver Dart. Un secondo velivolo, il Baddeck No.1, venne portato in volo qualche giorno più tardi ma anche questo si danneggiò irreparabilmente durante il suo secondo atterraggio. Prima dell'incidente, comunque, il Silver Dart compì anche il primo volo passeggeri canadese con un "più pesante dell'aria" quando McCurdy portò a bordo la sua compagna, F.W. Baldwin. Gli incidenti occorsi ai velivoli aumentarono la diffidenza da parte del Department of Militia and Defence che si disinteressò da quel momento dello sviluppo del trasporto aereo. Solamente allo scoppio della prima guerra mondiale il governo canadese espresse un interesse per l'uso dell'aereo in campo militare.
Come conseguenza della crisi di luglio, il 4 agosto 1914 il Canada si trovò coinvolto nel conflitto in virtù della dichiarazione di guerra della Gran Bretagna all'Impero tedesco. Alcune nazioni europee avevano già cominciato ad utilizzare gli aerei a scopo militare per cui l'allora ministro per l'armamento e la difesa canadese Sam Hughes, intento ad organizzare la Canadian Expeditionary Force (CEF), chiese in quale modo il Canada potesse contribuire all'aviazione militare. Da Londra pervenne in risposta la richiesta per l'immediato invio di sei piloti esperti, richiesta che Hughes non era però in grado di ottemperare.

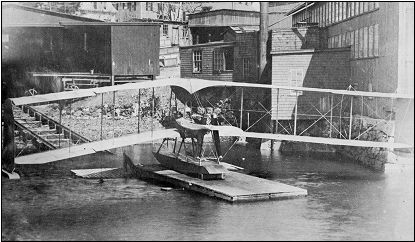
Il Burgess-Dunne fu il primo aereo militare canadese, anche se non venne mai impiegato operativamente

Hughes riuscì comunque ad autorizzare la creazione di una piccola unità aerea in supporto alla CEF diretta in Gran Bretagna, istituita il 16 settembre 1914 con la designazione Canadian Aviation Corps, composta da due ufficiali ed un meccanico, con a disposizione una cifra pari a 5 000 dollari per l'acquisto di un velivolo dalla Burgess Company in Massachusetts e destinato ad essere consegnato a Québec. Il biplano Burgess-Dunne venne consegnato il 1º ottobre 1914, quindi inviato immediatamente via nave verso l'Inghilterra. Al suo arrivo il velivolo venne trasportato nella piana di Salisbury dov'era schierato il CEF per l'addestramento, tuttavia il Burgess-Dunne non venne mai utilizzato e si deteriorò velocemente a causa del clima umido invernale. Il 7 maggio 1915 il Canadian Aviation Corps venne dismesso.
Durante la Prima guerra mondiale furono oltre 20 000 i volontari canadesi che si arruolarono nelle britanniche Royal Flying Corps (RFC) e Royal Naval Air Service, fucine di assi come William Barker, W.A. "Billy" Bishop, Raymond Collishaw, Roy Brown e Wilfrid "Wop" May. Nel 1917 l'RFC istituì delle scuole di volo in Canada per reclutare ed istruire il personale aereo. Il governo canadese inoltre anticipò all'RFC la cifra occorrente a fondare un'azienda aeronautica a Toronto, la Canadian Aeroplanes, senza peraltro parteciparvi in prima persona.

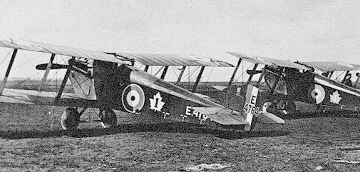
I Sopwith Dolphin appartenenti al No.1 (Fighter) Squadron, CAF

Già dal 1915 la Gran Bretagna suggerì al Canada di considerare l'aumento delle sue unità aeree, tuttavia bisognò aspettare la primavera 1918 perché il governo canadese propose la formazione di un wing, l'equivalente dello stormo, composto di otto squadron (squadriglie) per operare con il Canadian Corps in Francia. La proposta venne valutata eccessiva dall'Air Ministry britannico che preferì istituire solamente due squadron canadesi, uno bombardieri ed un caccia. Il 19 settembre 1918 il governo canadese autorizzò l'istituzione della Canadian Air Force (CAF) per acquisire il controllo diretto dei due squadron sotto il comando del Lieutenant-Colonel W.A. Bishop, il più importante asso dell'aviazione dell'Impero britannico ed il primo aviatore canadese ad essere decorato con la Victoria Cross.
Il 19 giugno 1919, dopo il termine del primo conflitto mondiale, il governo canadese si espresse contro il mantenimento di una forza aerea in tempo di pace ed il 5 febbraio 1920 la Canadian Air Force in Europa fu sciolta senza che abbia mai partecipato ad alcuna operazione bellica.

### Il periodo interbellico
Al termine del conflitto, IL regno Unito inviò il Canada all'International Convention for Air Navigation (Assemblea internazionale di navigazione aerea), parte della Peace Convention firmata dal Regno Unito a Parigi nel 1919. Al Canada fu richiesto il controllo della navigazione e del traffico aereo all'interno dei propri confini. Per fare questo, il Canada istituì l'Air Board, il cui compito era principalmente di istituire una regolamentazione ma anche assumere la responsabilità del controllo dell'aviazione civile e della gestione della difesa aerea.
Una delle prime responsabilità dell'Air Board fu quello di gestire il funzionamento di oltre 100 velivoli surplus forniti al Canada dal governo britannico per la difesa aerea del proprio territorio. Nel frattempo vennero inoltre acquisiti diversi idrovolanti ed altro equipaggiamento donato dagli Stati Uniti d'America che istituirono temporaneamente diverse basi aeronavali sulla costa orientale in attesa di formazione del personale del Royal Canadian Naval Air Service. L'Air Board decise di utilizzare i velivoli a supporto di operazioni civili come la selvicoltura, il rilevamento fotografico ed a supporto di operazione anti contrabbando controllando direttamente, nel periodo tra il 1920 ed il 1921, sei stazioni aeree.
Il contributo dato dall'Air Board nella difesa aerea della nazione consisteva nel fornire corsi d'aggiornamento per gli ex piloti militari tramite una piccola milizia aerea a tempo parziale conosciuta come Canadian Air Force (CAF) dislocata presso la vecchia Royal Flying Corps air station di Camp Borden. Questo programma di formazione, iniziato nel luglio 1920, si concluse nel marzo 1922. La CAF venne riorganizzata il 1º luglio 1922, e dal gennaio 1923 l'Air Board venne incorporato nel neo costituito Department of National Defence (Dipartimento della Difesa nazionale). Il CAF divenne così responsabile di tutte le attività di volo in Canada, compresa l'aviazione civile.

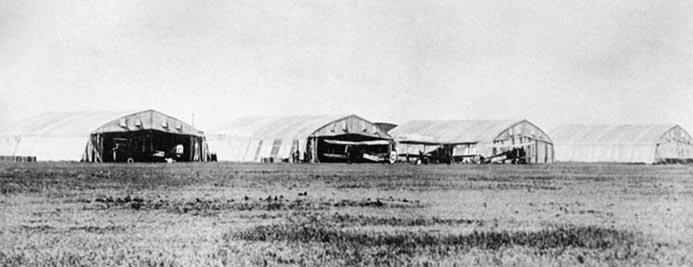
Alcuni Airco DH.4 presso la Air Board air station a High River, Alberta, nel 1922. I velivoli venne utilizzati nel controllo aereo forestale e per l'aerofotogrammetria.

Dal 1º aprile 1924, il titolo "Royal" (Reale) venne conferito alla CAF tramite un royal proclamation (proclama reale) istituendo formalmente la forza aerea che assunse la designazione Royal Canadian Air Force (RCAF). La RCAF continuò ad operare in attività civili quali pattugliamenti aerei anti-contrabbando, controllo dei focolai di incendio e l'irrorazione di antiparassitari nelle foreste, servizi di posta aerea, operazioni MEDEVAC, controllo del territorio in operazioni di polizia, rilevamenti fotografici aerei oltre alla formazione di nuovi piloti. L'organizzazione della nuova forza aerea sarebbe dovuta consistere in una componente permanente più una ausiliaria o di leva (Non-Permanent Active Air Force, or NPAAF) ma la NPAAF non riuscì ad essere istituita che otto anni dopo.
La RCAF sostituì l'Air Board e la CAF nel controllo dell'aviazione civile canadese. Nel 1927 la gestione del trasporto aereo in Canada venne riorganizzata in modo che la RCAF, ormai considerata un corpo militare, non continuasse ad assumere il controllo anche dei voli civili. Un nuovo organo governativo, il Civil Government Air Operations (CGAO), venne costituito per gestire le operazioni di volo che riguardavano l'aviazione civile, tuttavia fu la RCAF ad amministrare la nuova realtà fornendole la maggior parte dei mezzi aerei e del personale. L'RCAF avrebbe continuato a gestire il CGAO fino a quando il Department of Transport (Dipartimento dei trasporti) canadese fosse stato in grado di gestire autonomamente i servizi pubblici o fino a quando i dipartimenti locali sarebbero riusciti a gestire i propri servizi di volo.
Tagli di bilancio nei primi anni trenta ricaddero sulla quantità di personale impiegato, nella costruzione di nuovi aeroporti, nella formazione dei piloti, negli acquisti di nuovi aeromobili e nelle operazioni di volo. Le conseguenze della grande depressione sul Canada, la "Big Cut" del 1932, risultarono particolarmente devastanti per l'RCAF. Per arginare i problemi conseguenti ai tagli di bilancio venne infine costituita l'NPAAF. Tra il 1932 e il 1938 vennero istituiti 10 squadron ausiliari. L'RCAF tuttavia impiegò tutti gli anni trenta per ricostituire le proprie forze i cui sforzi furono volti ad accrescere la forza come organizzazione militare piuttosto che concentrarsi sul miglioramento del supporto alle operazioni aeree civili. In quel periodo vennero ordinati nuovi velivoli e costruite nuove basi aeree, quindi riorganizzata la struttura ampliando o unificando i suoi reparti e istituendo comandi regionali.
Alla fine degli anni trenta la RCAF non costituiva una grande potenza militare. Il parco velivoli era costituito da modelli oramai obsoleti e non aveva alcuna esperienza in operazioni militari. Benché fosse stato formato nuovo personale e nuovi piloti militari la quantità degli effettivi era ancora carente. Molti di questi problemi vennero comunque superati con l'attuazione del British Commonwealth Air Training Plan (BCATP) durante la seconda guerra mondiale.

### La Seconda guerra mondiale

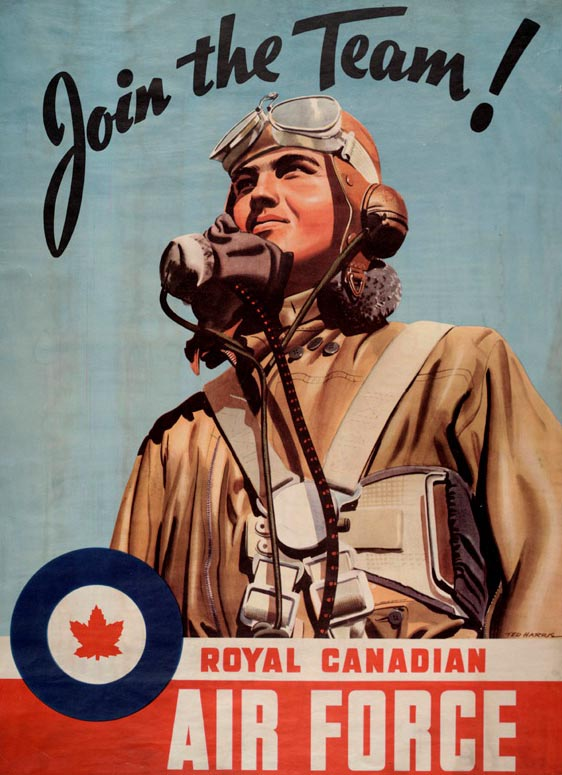
Poster di reclutamento RCAF durante la seconda guerra mondiale

Durante la seconda guerra mondiale diede un apporto fondamentale alle operazioni militari congiunte alleate, dalla partecipazione con Squadroni di caccia alla battaglia d'Inghilterra, al pattugliamento dell'oceano Atlantico fino al bombardamento del suolo tedesco durante le ultime fasi del conflitto, ottenendo numerose e importantissime vittorie strategiche e liberando diverse zone dell'Europa occupata. La forza aerea Tedesca venne addirittura devastata dai canadesi nelle operazioni di difesa dell'Inghilterra. Nella sua storia la RCAF ha preso parte anche al primo conflitto mondiale fornendo aerei e attrezzature d'avanguardia e inviando consistenti contingenti volontari, e alla guerra fredda dapprima in prima linea nella guerra di Corea e poi con operazioni congiunte.

## Aeromobili in uso
Sezione aggiornata annualmente in base al World Air Force di Flightglobal del corrente anno. Tale dossier non contempla UAV, aerei da trasporto VIP ed eventuali incidenti accorsi durante l'anno della sua pubblicazione. Modifiche giornaliere o mensili che potrebbero portare a discordanze nel tipo di modelli in servizio e nel loro numero rispetto a WAF, vengono apportate in base a siti specializzati, periodici mensili e bimestrali. Tali modifiche vengono apportate onde rendere quanto più aggiornata la tabella.
| Aeromobile                            | Origine            | Tipo | Versione (denominazione locale)                 | In servizio (2024) | Note | Immagine |
| Aerei da combattimento                |                    | |                                                 |                    | |          |
| McDonnell Douglas F/A-18 Hornet       | Stati Uniti        | cacciabombardiereconversione operativa                                                                         | CF-188ACF-188B                                  | 6626               | 138 consegnati (97CF-188A e 40 CF-188B). Sono basati al 3° Wing di Bagotville, Quebec e 4° Wing di Cold Lake, Alberta. Al novembre 2017 i 90 in servizio furono modernizzati allo standard phase II. Ulteriori 25 F/A-18 sono stati acquistati a gennaio 2019 dalla RAAF australiana, 18 dei quali saranno immessi in servizio, mentre 7 saranno utilizzati come fonti di parti di ricambio. I primi due F/A-18A ex RAAF sono stati consegnati a febbraio 2019, e prima di essere immessi in servizio saranno portati ad uno standard simile a quello dei CF-188. L'ultimo dei 18 esemplari ex australiani è stato consegnato a maggio 2021. |          |
| Lockheed Martin F-35 Lightning II     | Stati Uniti        | caccia multiruolo                                                                                              | F-35A                                           | 0                  | 88 F-35A selezionati il 28 marzo 2022. Ordine per 88 F-35A ufficialmente formalizzato il 9 gennaio 2023, con consegne previste tra il 2026 e il 2032. |          |
| Aerei per impieghi speciali           |                    | |                                                 |                    | |          |
| Beechcraft CE-145 Vigilance           | Stati Uniti        | ISR | CE-145C                                         | 3                  | 3 King Air 350ER (Extended Range) da ricognizione e sorveglianza ordinati a dicembre 2019, dotati di 3 torrette elettro-ottiche MX-15D, 3 MWS AN/AAR-47B(V), 3 dispenser per contromisure AN/ALE-47 e 3 ricetrasmettitori VORTEX Dual RF in banda Ku. Il primo esemplare è stato consegnato il 23 febbraio 2024, e gli è stata assegnata la designazione CE-145C Vigilance. Consegne completate a giugno 2024. |          |
| Lockheed CP-140 Aurora                | Stati Uniti        | aereo antisommergibileaereo da pattugliamento marittimo Ricerca e soccorso pattugliamento artico e sulla pesca | CP-140 AuroraCP-140A Arcturus                   | 141                | 18 consegnati. Al dicembre 2017 sono 15 gli esemplari ancora in servizio che saranno aggiornati in base al programma Block IV, che comprende un data link con protocollo link 16 ed un sistema di contromisure infrarosse direzionali (DIRCM, Directional Infra-Red Counter-Measure) Leonardo "Miysis". Di base presso il 19° Wing a Comox, Columbia Britannica e 14° Wing a Greenwood, NS |          |
| Boeing P-8 Poseidon                   | Europa             | aereo antisommergibile                                                                                         | P-8A                                            | 0                  | 14 P-8A (più due in opzione) selezionati a dicembre 2023, ordinati ufficialmente a marzo 2024. |          |
| Airbus CC-295 Kingfisher              | Europa             | SAR | CC-295W                                         | 10                 | 16 CC-295W ordinati nel 2017 che hanno sostituito i CC-155 Buffalo nelle missioni SAR. |          |
| Aeromobili a pilotaggio remoto - UAV  |                    | |                                                 |                    | |          |
| General Atomics MQ-9 Sky Guardian     | Stati Uniti        | UAV | MQ-9B                                           | 0                  | 11 MQ-9B Sky Guardian ordinati il 19 dicembre 2023, con inizio delle consegne previsto per il 2028. |          |
| Aerei da rifornimento in volo         |                    | |                                                 |                    | |          |
| Lockheed KC-130 Hercules              | Stati Uniti        | aerocisterne                                                                                                   | KC-130H                                         | 4                  | 5 consegnati. |          |
| Airbus CC-150 Polaris                 | Europa             | aerocisterne                                                                                                   | CC-150 Polaris                                  | 2                  | 5 consegnati. |          |
| Airbus A330 MRTT                      | Europa             | aerocisterne                                                                                                   | CC-330 Husky                                    | 0                  | 9 A330 MRTT (ridesignati CC-330 Husky) ordinati a luglio 2023. Di questi, due A330-200 ex Kuwait Airways acquistati a luglio 2022, mentre ulteriori tre A330 di seconda mano sono stati ordinati a luglio 2023 all'International Air Finance Corporation, portando il numero totale di aeromobili di seconda mano a cinque esemplari che saranno aggiornato alla versione MRTT successivamente. Quattro nuovissimi A330MRTT acquistati direttamente da Airbus Defence and Space nella loro configurazione finale. |          |
| Aerei da trasporto                    |                    | |                                                 |                    | |          |
| Lockheed C-130 Hercules               | Stati Uniti        | aerei da trasporto                                                                                             | CC-130H                                         | 8                  | 28 esemplari consegnati (di cui 24 C-130E tra il dicembre 1964 e l'agosto 1968 ed entrati in servizio nel 1965, e C-130H) ed in graduale dismissione. |          |
| Lockheed Martin C-130J Super Hercules | Stati Uniti        | aerei da trasporto                                                                                             | CC-130J Hercules                                | 17                 | 17 consegnati a partire dal 2010 e tutti in servizio al novembre 2017. |          |
| Boeing C-17 Globemaster III           | Stati Uniti        | aereo da trasporto strategico                                                                                  | CC-177                                          | 5                  | 5 consegnati. Di base all'8° Wing di Trenton, Ontario |          |
| Beechcraft Super King Air 350         | Stati Uniti        | aereo da trasporto leggero                                                                                     | B350                                            | 2                  | |          |
| Bombardier CC-144 Challenger          | Canada             | aerei da trasporto utility trasporto VIP                                                                       | CC-144C                                         | 2                  | 4 consegnati in due lotti da 2 aerei nel 1982 e nel 1999. I primi due aerei sono stati ritirati il 6 giugno 2020. |          |
| Bombardier CC-144D Challenger         | Canada             | aerei da trasporto utility trasporto VIP                                                                       | CC-144D                                         | 2                  | 2 Challenger 650 ordinati a giugno 2020 e consegnati alla fine dello stesso anno. |          |
| de Havilland Canada DHC-6 Twin Otter  | Canada             | aereo da trasporto utility                                                                                     | CC-138                                          | 4                  | 8 consegnati. Di base a Yellowknife, Territori del Nord Ovest |          |
| Aerei da addestramento                |                    | |                                                 |                    | |          |
| de Havilland Canada CT-142 Gonzo      | Canada             | addestratore alla navigazione aerea e tattica                                                                  | CT-142 (Dash 8-100)CT-142Q Citadel (Dash 8-400) | 40                 | 4 Dash 8-100 consegnati. Ulteriori 3 Dash 8-400 (ridesignati CT-142Q Citadel) ordinati il 21 gennaio 2025 che saranno adoperati dalla SkyAlyne, la società selezionata per il programma Future Aircrew Training (FAcT). |          |
| Canadair CL-41 Tutor                  | Canada             | aerei da addestramento                                                                                         | CT-114 Tutor                                    | 19                 | 169 consegnati. Sono in fase di sostituzione con i CT-156 Harvard II e con i CT-155 Hawk. Un aereo appartenente alla pattuglia acrobatica Snowbirds è andato perso il 17 maggio 2020. |          |
| Beechcraft King Air 90                | Stati Uniti        | aerei da addestramento                                                                                         | C90B                                            | 7                  | 7 consegnati e tutti in servizio all'ottobre 2018. |          |
| Beechcraft Super King Air 260         | Stati Uniti        | aerei da addestramento                                                                                         | CT-145E Expeditor II                            | 0                  | 7 B260 (ridesignati CT-145E Expeditor II) ordinati il 27 gennaio 2025 che saranno adoperati dalla SkyAlyne, la società selezionata per il programma Future Aircrew Training (FAcT). |          |
| Raytheon CT-156 Harvard II            | Stati Uniti        | aerei da addestramento                                                                                         | CT-156 Harvard II                               | 22                 | 26 consegnati. |          |
| Grob G 120                            | Germania           | aerei da addestramento                                                                                         | CT-102A AstraCT-102B Astra II                   | 140                | 11 G 120A consegnati. 23 G 120TP (ridesignati CT-102B Astra II) ordinati a novembre 2024 da SkyAlyne per il programma Future Aircrew Training (FAcT). |          |
| Pilatus PC-21                         | Svizzera           | aerei da addestramento                                                                                         | CT-157 Siskin II                                | 0                  | 19 PC-21 (ridesignati CT-157 Siskin II) ordinati a novembre 2024 da SkyAlyne per il programma Future Aircrew Training (FAcT). |          |
| Elicotteri                            |                    | |                                                 |                    | |          |
| AgustaWestland CH-149 Cormorant       | Regno Unito Italia | SAR | CH-149 Cormorant                                | 13                 | All'ottobre 2019 risultano in servizio 14 dei 15 esemplari ordinati. A ottobre 2019 è stato deciso che la flotta sarà aggiornata ed ampliata con ulteriori 2 esemplari (salendo a 16) dei 9 VH-71 Kestrel acquistati dagli Stati Uniti e mai entrati in servizio come "Marine One" (ma tenuti in hangar in buone condizioni), i restanti cinque dei quali sarà utilizzata o come fonte di parti di ricambio, oppure per un nuovo ampliamento della flotta fino a 21 esemplari. A dicembre 2022 è stato firmato un contratto per l'aggiornamento di 13 esemplari attualmente in organico ad uno standard simile agli AW101 Mk612 SAR Queen norvegesi, più l'aggiornamento e l'immissione in organico di 3 dei 9 VH-71 acquistati dagli Stati Uniti. - in forza al 9º stormo di Gander, Terranova, 14º stormo di Greenwood, NS e al 19º stormo di Comox, Columbia Britannica - un elicottero perso in incidente il 13 luglio 2006. - rimpiazza il CH-113 Labrador; |          |
| Bell 206 JetRanger                    | Canada             | elicotteri utility                                                                                             | CH-139 JetRanger                                | 13                 | 13 consegnati. |          |
| Bell 412                              | Canada             | elicotteri utility                                                                                             | CH-146 Griffon                                  | 81                 | 100 CH-146 ordinati nel 1992, consegnati tra il 1994 e il 1998. Gli 82 esemplari in servizio al giugno 2022 (primo esemplare aggiornato riconsegnato a giugno 2024), vengono sottoposti ad un programma di estensione della vita operativa che gli consentirà di rimanere in servizio fino al 2039. |          |
| Boeing CH-47 Chinook                  | Stati Uniti        | elicottero da trasporto pesante                                                                                | CH-147F                                         | 13                 | 15 CH-147F consegnati a partire dal 2012. Un esemplare gravemente danneggiato nel 2021, mentre un secondo esemplare è stato perso in un incidente il 20 giugno 2023. |          |
| Sikorsky CH-148 Cyclone               | Stati Uniti        | elicottero imbarcato antisommergibile                                                                          | CH-148                                          | 25                 | 28 esemplari ordinati nel 2004, con consegne pianificate dal 2009, ma iniziate solo dal giugno del 2015 per problemi sorti durante lo sviluppo. |          |
| Airbus H135                           | Europa             | elicottero da addestramento                                                                                    | CT-153 Juno                                     | 0                  | 12 H135 (ridesignati CT-153 Juno) ordinati a novembre 2024. |          |

## Aeromobili ritirati
- BAE CT-155 Hawk - 22 esemplari (2000-2024)[19][75][76]
- de Havilland Canada DHC-5 Buffalo - 15 esemplari (1967-2022)[77]
- Bombardier CC-144 Challenger - I primi due esemplari dei 4 consegnati (1982-2020)[49][50]
- CH-124 Sea King - 39 esemplari (1968-2018)[78][79]
- Lockheed CC-130E Hercules - 24 esemplari (1965-2016)[46]
- Slingsby CT-111 Firefly - (1992-2006)[80]
- Canadair CT-133 Silver Star - (1953-2005)[80]
- Beechcraft CT-134 Musketeer - (1971-1992)[80]
- Canadair CF-104 Starfighter - 200 esemplari (1962-1987)
- Lockheed CF-104D Starfighter - 38 esemplari (1962-1987)
- McDonnell CF-101B Voodoo - 132 esemplari (1961-1987)
- Avro Canada CF-100 Canuck - (1952-1981)
- Canadair Sabre
- de Havilland Canada DHC-1 Chipmunk - (1948-1972)[80]
- Beechcraft CT-128 Expeditor - (1941-1972)[80]
- CCF Harvard Mk.4 - (1951-1966)[80]
- Noorduyn Harvard Mk.2 - (1942-1960)[80]
- Cessna Crane - (1941-1949)[80]
- Fleet Cornell (1942-1948) - (1942-1948)[80]
- de Havilland Canada DH.60 Gipsy Moth - (1928-1948)[80]
- Federal Aircraft Anson - (1940-1947)[80]
- Airspeed Oxford - (1939-1947)[80]
- Fleet Finch - (1939-1947)[80]
- de Havilland Canada DH.82C Tiger Moth - (1938-1947)[80]
- Fleet Fawn - (1931-1947)[80]
- Fleet Fort - (1941-1945)[80]